# Henryk Stępniak
Henryk Janusz Stępniak (ur. 19 stycznia 1951 w Krasnymstawie, zm. 5 stycznia 1999 w Fajsławicach) – polski polityk, działacz związkowy, senator I kadencji.

## Życiorys
Syn Aleksandra i Marianny. Mieszkał w Ignasinie pod Lublinem. Z wykształcenia był inżynierem rolnikiem, ukończył studia na Akademii Rolniczej w Lublinie. Specjalizował się w chmielarstwie.
W kadencji 1974–1978 zasiadał w Wojewódzkiej Radzie Narodowej w Lublinie. W 1980 organizował struktury rolniczej „Solidarności” w gminie Fajsławice. W 1981 był przewodniczącym zarządu gminnego związku, a od 1986 zasiadał w Tymczasowej Krajowej Radzie Rolników. W okresie 1988–1990 pełnił funkcję przewodniczącego Gminnej Rady Narodowej w Fajsławicach. Uczestniczył w obradach Okrągłego Stołu w podzespole ds. stowarzyszeń i samorządu terytorialnego. W latach 1989–1991 sprawował mandat senatora I kadencji z województwa lubelskiego z ramienia Komitetu Obywatelskiego.
Z jego inicjatywy powstał w gminie Fajsławice w 1992 Klub Inicjatyw Gospodarczych, zaś przy współudziale w 1991 Towarzystwo Wzajemnych Ubezpieczeń. W 2006 został pośmiertnie odznaczony Krzyżem Kawalerskim Orderu Odrodzenia Polski.